# Страховые конверты «Аполлонов»

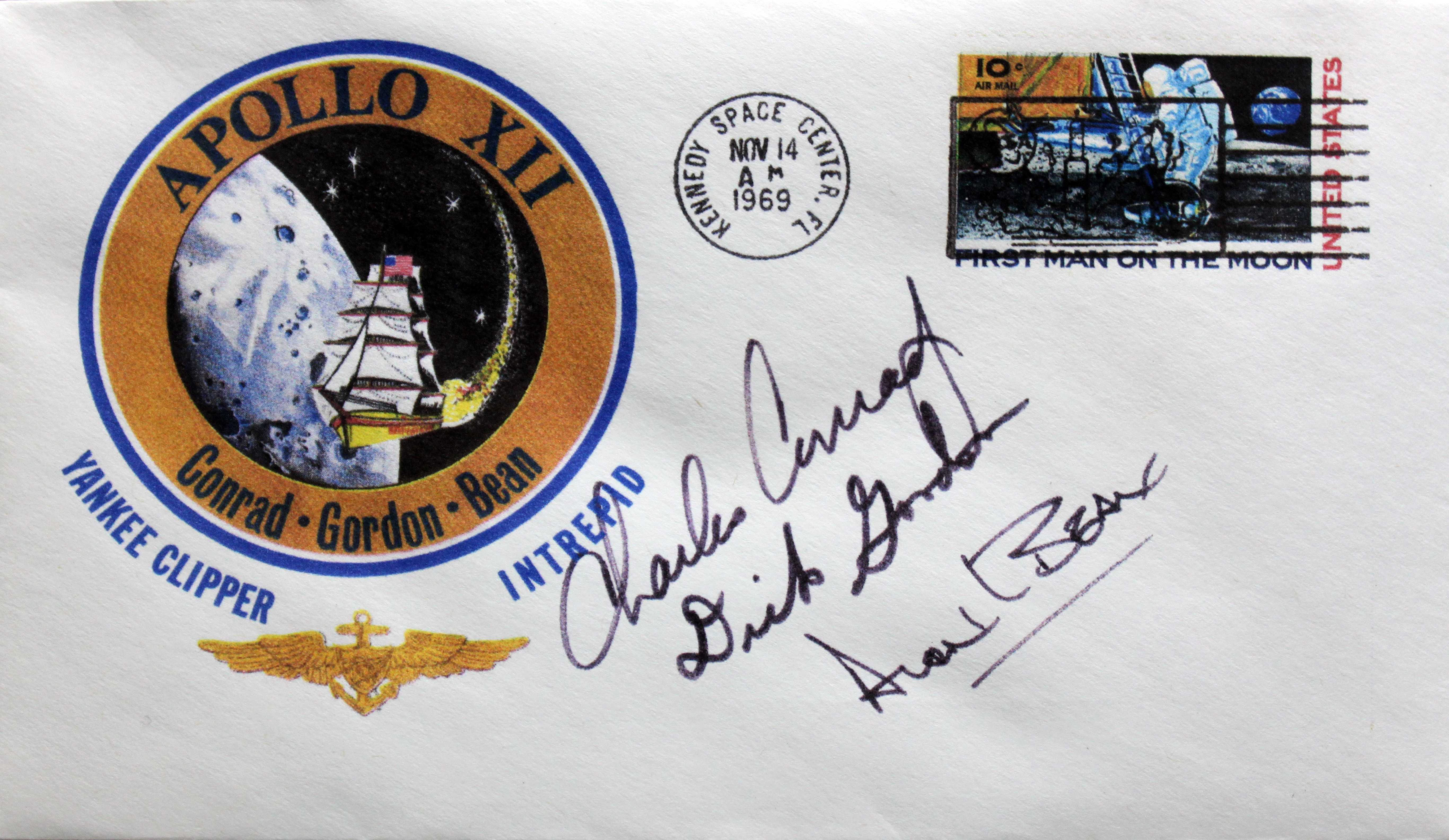
Страховой конверт «Аполлона-12», выполненный в виде художественного маркированного конверта. В качестве знака почтовой оплаты на нём была напечатана коммеморативная марка «Первый человек на Луне» (1969)

Страховые конверты «Аполлонов» — целые вещи (филателистические конверты) с автографами, подписанные экипажами астронавтов перед началом их полёта в космос. Использование таких страховых конвертов началось с «Аполлона-11» в 1969 году и завершилось «Аполлоном-16» в 1972 году.

## Описание
Возможность страхования жизни астронавтов на значительные суммы была ограничена из-за высоких рисков полёта на Луну, поэтому перед вылётом они подписывали сотни почтовых конвертов, понимая, что их ценность стала бы очень высокой в случае гибели астронавтов.
Экипаж назначал доверенное лицо, которому вручались конверты и которое затем гасило их в почтовом отделении Космического центра Кеннеди в день запуска космического корабля и (или) в день его посадки на Луну.
Некоторые астронавты также оставляли своим семьям конверты только с одной их собственноручной подписью. При этом суть действительно страхового конверта заключается в том, что он был подписан тогда, когда астронавты находились в карантине перед стартом, и что он был одним из тех конвертов, которые оставлялись для семей экипажа астронавтов на случай несчастья. Для того, чтобы быть уверенным в том, что какой-то конверт является настоящим страховым конвертом, тот должен исходить от одного из членов экипажа или их семей. В идеале, обратная сторона конверта должна быть заверена одним из членов экипажа.

## Вариации конвертов
Известно два типа страховых конвертов для космических полётов, которые соответствуют двум изготовителям этих конвертов:
- конверты MSCSC (от англ. The Manned Spacecraft Center Stamp Club) — Филателистического клуба центра пилотируемых полетов в Хьюстоне (штат Техас),
- конверты Бишопа — некоего друга астронавтов, Ала Бишопа (Al Bishop).

Особенно в случае конвертов MSCSC известно много точно таких же конвертов, которые коллекционеры почтовых марок также получили через этот клуб. Они были также подписаны астронавтами, но многие из них — уже после окончания полёта, то есть на самом деле это не страховые конверты.
Кроме того, известны вариации конвертов для каждого полёта:

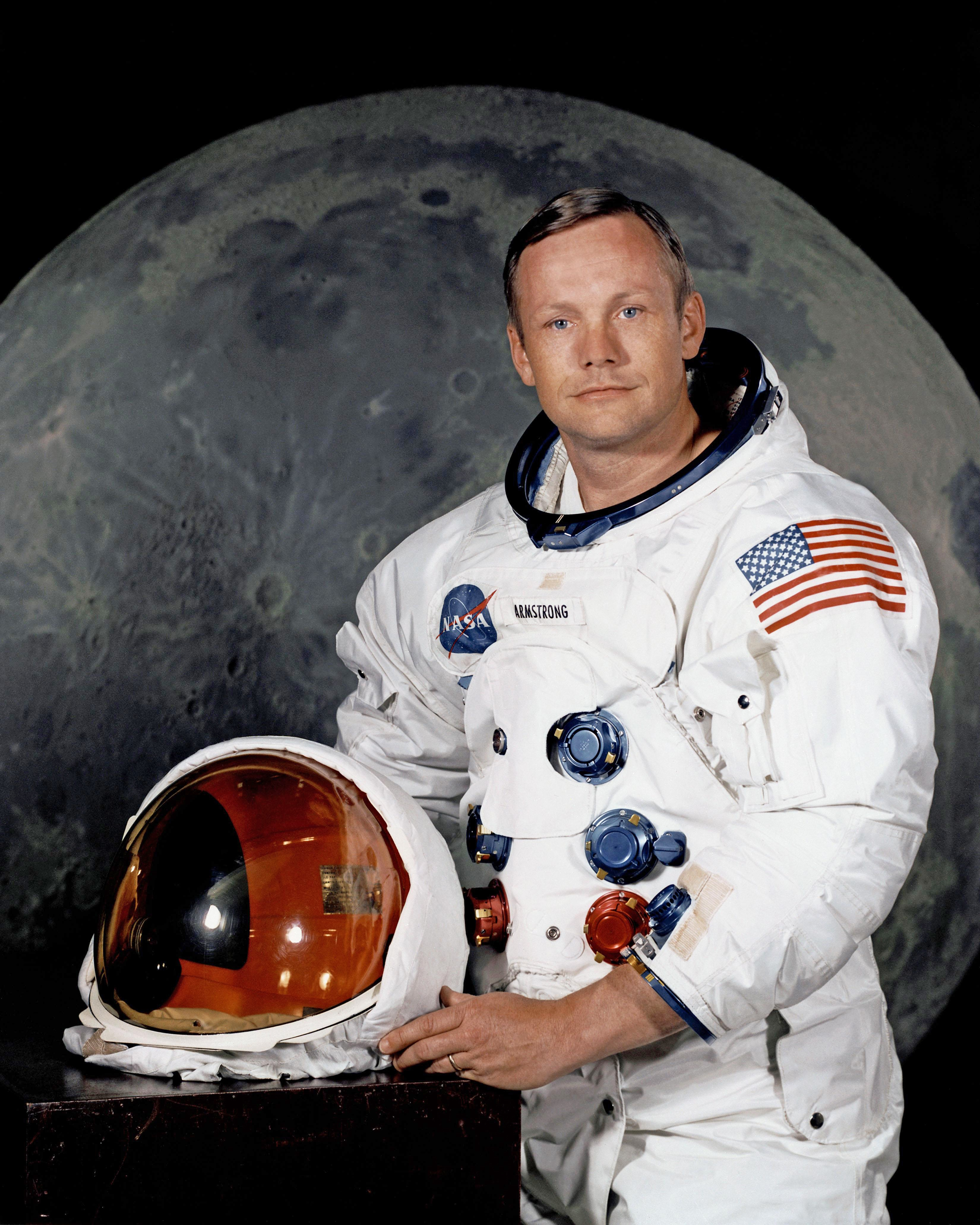
Первый человек на Луне Нил Армстронг в 1969 году

- «Аполлон-11» (июль 1969) — три разновидности,
- «Аполлон-12» (ноябрь 1969) — четыре,
- «Аполлон-13» (апрель 1970) — две,
- «Аполлон-14» (январь—февраль 1971) — две,
- «Аполлон-15» (июль—август 1971) — одна,
- «Аполлон-16» (апрель 1972) — одна разновидность.

## Коллекционная ценность
Хотя предметы, побывавшие на борту «Аполлона» во время полёта, как правило, являются наиболее желанными объектами коллекционирования, страховые конверты тем не менее очень популярны, потому что у них действительно есть все признаки того, что коллекционер хотел бы получить от космической экспедиции: красивый дизайн, который обычно включает эмблему космической экспедиции, почтовое гашение, сделанное в день запуска, подлинные винтажные подписи членов экипажа, поставленные перед стартом, а также заверение, подтверждающее их подлинность.
Страховые конверты экипажа «Аполлона-11» в составе Нила Армстронга, Базза Олдрина и Майкла Коллинза обычно продаются по самой высокой цене, потому что это была первая высадка человека на Луне.